# Gnetales

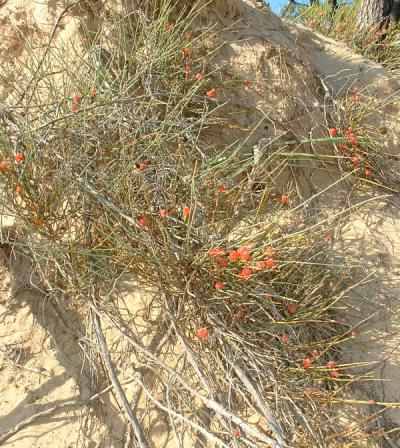
Ephedra distachya.

Las gnetales, gnétidas o gnetofitas (taxón Gnetales), son un grupo de gimnospermas que incluye tres familias, cada una de ellas con un solo género. Constituyen su propia división Gnetophyta. Las gnetales son de particular interés en la evolución de las plantas porque poseen caracteres tanto de coníferas (semillas que no están encerradas en un ovario) como de angiospermas (vasos en la madera, estructuras parecidas a las flores de angiospermas, y doble fertilización).
Plantas importantes que durante un tiempo se consideraron el eslabón de las gimnospermas y angiospermas. Tienen varias denominaciones taxonómicas, pero dada su actual posición filogenética dentro de las gimnospermas, es preferible el uso del término Gnetales antes que Gnetidae, Gnetopsida, Gnetophytina o Gnetophyta.
Recientemente, la ocurrencia de un tipo de doble fertilización ha sido verificada en las especies estudiadas de las gnetales. La doble fertilización en Ephedra supone la fusión de dos células de esperma desde un gametófito masculino con núcleos en el arquegonio del gametófito femenino. Un esperma se fusiona con el núcleo del huevo y el otro se fusiona con el núcleo del canal ventral. El producto de la fusión del esperma con la célula del canal ventral puede dividirse algunas veces mitóticamente, pareciéndose al endosperma de las angiospermas, pero esta división no persiste. Entonces, la doble fertilización, que durante mucho tiempo se la vio como exclusiva de las angiospermas, fue recientemente interpretada como una posible apomorfía de las gnétidas y las angiospermas en el taxón “Antophyta”, pero lo más probable que se considera hoy en día es que las gnetales se alineen con las coníferas. Por lo tanto, la doble fertilización en gnétidas y angiospermas debe haber ocurrido independientemente.

## Filogenia
Las gnetales muestran muchas posibles sinapomorfías: la presencia de brácteas envolventes alrededor de los óvulos y los microsporangios y una proyección micropilar del tegumento interno que produce una gota de polinización. También, la presencia de polen estriado, y los vasos con platos de perforación porosos (en oposición a los vasos de perforación escalariformes de las angiospermas). Los vasos de las gnétidas se derivaron independientemente de aquellos de las angiospermas.
Junto con las angiospermas, las gnetales son a veces referidas como el taxón Antophyta por la presencia de sus flores parecidas como "aperiantadas", en estróbilos compuestos que poseen al menos rudimentos de megaesporangios y microesporangios. Sin embargo los estudios moleculares filogenéticos recientes (Bowe et al. 2000, Chaw et al. 2000) no sostienen a las antofitas como un clado, y más bien alinean a las gnétidas con las coníferas, pero una relación con las angiospermas no fue del todo desechada por algunos trabajos (Rydin et al. 2002, Doyle 2006). Resumiendo las diferentes hipótesis:
- Hipótesis antofita: Las angiospermas serían un clado hermano de las gnetales, lo que significaría que Gymnospermae es parafilético. Esta hipótesis es de inicios del siglo XX y se apoya en el parecido morfológico entre las angiospermas y Gnetum. Sin embargo los estudios genéticos rechazan esta hipótesis[8] y señalan que se trata de una evolución convergente, incluso de los órganos florales.

- Hipótesis gnetífera: Hipótesis de mediados de siglo que sostiene que las gnetales son hermanas de las coníferas. Está basada en aspectos morfológicos y apoyada parcialmente por análisis genéticos.[9]

- Hipótesis gnetofita-hermana: Se ha sugerido que las gnetales serían hermanas de la espermatofitas. Sin embargo no hay evidencia morfológica, fósil ni genética.[10]

- Hipótesis gnepina: La conclusión básica de Burleigh y Mathews era que es dificultoso usar datos moleculares para evaluar este tema, pero el resultado más consistente y razonable sostiene la hipótesis gnepina. Recientemente, Braukmann et al. (2010[11]) encontraron un gran número de alteraciones estructurales en el genoma del plástido que está compartido por todas las coníferas y por Gnetidae, y en particular Gnetidae y Pinaceae son los únicos en compartir la pérdida de todos los genes ndh en el genoma de sus plástidos, lo cual también da sustento a la relación gnepina. El análisis genético plastidial, ribosomal y nuclear respalda fuertemente la hipótesis gnepina, en donde las gnetales son un grupo hermano de las pináceas, mientras su relación con otras coníferas es más lejana, determinando así la condición parafilética de las coníferas. La relación filogenética entre gnetales y coníferas se establece del siguiente modo:

|  | Ephedra                                                |
|  |                                                        |
|  | \| \| Welwitschia \| \| \| \| \| \| Gnetum \| \| \| \| |
|  |                                                        |
|  | Welwitschia                                            |
|  |                                                        |
|  | Gnetum                                                 |
|  |                                                        |

|  | Welwitschia |
|  |             |
|  | Gnetum      |
|  |             |

|  | Pinaceae |
|  |          |

|  | Ephedra                                                |
|  |                                                        |
|  | \| \| Welwitschia \| \| \| \| \| \| Gnetum \| \| \| \| |
|  |                                                        |
|  | Welwitschia                                            |
|  |                                                        |
|  | Gnetum                                                 |
|  |                                                        |

|  | Welwitschia |
|  |             |
|  | Gnetum      |
|  |             |

|  | Pinaceae |
|  |          |

|  | Araucariales |
|  |              |

|  | Cupressales |
|  |             |

|  | Araucariales |
|  |              |

|  | Cupressales |
|  |             |

|  | Ephedra                                                |
|  |                                                        |
|  | \| \| Welwitschia \| \| \| \| \| \| Gnetum \| \| \| \| |
|  |                                                        |
|  | Welwitschia                                            |
|  |                                                        |
|  | Gnetum                                                 |
|  |                                                        |

|  | Welwitschia |
|  |             |
|  | Gnetum      |
|  |             |

|  | Pinaceae |
|  |          |

|  | Ephedra                                                |
|  |                                                        |
|  | \| \| Welwitschia \| \| \| \| \| \| Gnetum \| \| \| \| |
|  |                                                        |
|  | Welwitschia                                            |
|  |                                                        |
|  | Gnetum                                                 |
|  |                                                        |

|  | Welwitschia |
|  |             |
|  | Gnetum      |
|  |             |

|  | Pinaceae |
|  |          |

|  | Araucariales |
|  |              |

|  | Cupressales |
|  |             |

|  | Araucariales |
|  |              |

|  | Cupressales |
|  |             |

|  | Ephedra                                                |
|  |                                                        |
|  | \| \| Welwitschia \| \| \| \| \| \| Gnetum \| \| \| \| |
|  |                                                        |
|  | Welwitschia                                            |
|  |                                                        |
|  | Gnetum                                                 |
|  |                                                        |

|  | Welwitschia |
|  |             |
|  | Gnetum      |
|  |             |

|  | Pinaceae |
|  |          |

|  | Ephedra                                                |
|  |                                                        |
|  | \| \| Welwitschia \| \| \| \| \| \| Gnetum \| \| \| \| |
|  |                                                        |
|  | Welwitschia                                            |
|  |                                                        |
|  | Gnetum                                                 |
|  |                                                        |

|  | Welwitschia |
|  |             |
|  | Gnetum      |
|  |             |

|  | Pinaceae |
|  |          |

|  | Araucariales |
|  |              |

|  | Cupressales |
|  |             |

|  | Araucariales |
|  |              |

|  | Cupressales |
|  |             |

|  | Ephedra                                                |
|  |                                                        |
|  | \| \| Welwitschia \| \| \| \| \| \| Gnetum \| \| \| \| |
|  |                                                        |
|  | Welwitschia                                            |
|  |                                                        |
|  | Gnetum                                                 |
|  |                                                        |

|  | Welwitschia |
|  |             |
|  | Gnetum      |
|  |             |

|  | Pinaceae |
|  |          |

|  | Ephedra                                                |
|  |                                                        |
|  | \| \| Welwitschia \| \| \| \| \| \| Gnetum \| \| \| \| |
|  |                                                        |
|  | Welwitschia                                            |
|  |                                                        |
|  | Gnetum                                                 |
|  |                                                        |

|  | Welwitschia |
|  |             |
|  | Gnetum      |
|  |             |

|  | Pinaceae |
|  |          |

|  | Araucariales |
|  |              |

|  | Cupressales |
|  |             |

|  | Araucariales |
|  |              |

|  | Cupressales |
|  |             |

## Antigüedad
Comparando con las demás gimnospermas, este grupo es más reciente. Su antigüedad se remonta al Pérmico medio hace unos 270 millones de años, de acuerdo a la evidencia de polen fósil. Pero los primeros macrofósiles vienen del Aptiense (Cretáceo inferior) de hace unos 120 millones de años y se ha denominado Drewria potomacensis, con un follaje similar a Gnetum.

## Diversidad
Son plantas muy abundantes en Asia pero con pocos representantes en América. Son árboles unisexuales, de madera dura y producen olor fétido por la noche. 
Cada uno de los 3 géneros de gnétidas es morfológicamente muy distinto.
Hay una única especie de Welwitschia, una planta extraña de los desiertos de Namibia del sudoeste de África. Su tallo subterráneo, ancho y corto produce sólo dos hojas enormes como correas que crecen lejos del tallo pero continúan creciendo por la base por la vida entera del individuo (hasta 2000 años). Los conos masculinos y femeninos crecen en ejes que se elevan del ápice del tallo.
Gnetum (Gnetaceae) contiene unas 35 especies de mayormente lianas tropicales caducas (menos comúnmente árboles o arbustos), con hojas amplias de disposición opuesta, simples, y con semillas encerradas en una cubierta carnosa, brillantemente coloreada.
Ephedra, es un arbusto de los desiertos bastante común, muchas veces utilizada con propósitos medicinales. Pueden ser reconocidas por poseer hojas escuamiformes, fusionadas basalmente en una vaina, muchas veces liberadas pronto después de ser desarrolladas. Sus ramas son numerosas, usualmente verdes y fotosintéticas. Los conos masculinos o femeninos pueden ser encontrados en las axilas de las hojas.

## Taxonomía
Introducción teórica en Taxonomía
La clasificación, según Christenhusz et al. 2011, que también provee una secuencia lineal de las gimnospermas hasta género:
- SUBCLASE III. Gnetidae Pax en K.A.E. Prantl, Lehrb. Bot., ed. 9: 203 (1894). Tipo: Gnetaceae. Sinónimos: Ephedridae Cronquist, Takht. & Zimmerm. ex Reveal, Phytologia 79: 69 (1996). Tipo: Ephedraceae. Welwitschiidae Cronquist, Takht. & Zimmerm. ex Reveal, Phytologia 79: 71 (1996). Tipo: Welwitschiaceae.
  - ORDEN C. Welwitschiales Skottsb. ex Reveal, Phytologia 74: 174 (1993). Tipo: Welwitschiaceae.
    - Familia 4. Welwitschiaceae Caruel, Nuovo Giorn. Bot. Ital. 11: 16 (1879), nom. cons. Tipo: Welwitschia Hook.f. Sinónimos: Tumboaceae Wettst., Handb. Syst. Bot. 2(1): 158 (1903). Tipo: Tumboa Welw., nom. rej. (≡ Welwitschia Hook.f., nom. cons.)
1 género, 1 especie, Namibia, Angola.
      - 4.1. Welwitschia Hook.f., Gard. Chron. 1862: 71 (1862), nom. cons. Tipo: W. mirabilis Hook.f. Sinónimo: Tumboa Welw., Gard. Chron. 1861: 75. (1861), nom. rej.

  - ORDEN D. Gnetales Blume en C.F.P. von Martius, Consp. Regn. Veg.: 11 (1835). Tipo: Gnetaceae.
    - Familia 5. Gnetaceae Blume, Nov. Pl. Expos.: 23 (1833), nom. cons. Tipo: Gnetum L. Sinónimo: Thoaceae Kuntze en T.E. von Post & C.E.O. Kuntze, Lex. Gen. Phan.: 615 (1903). Tipo: Thoa Aubl.
1 género, 30 especies, India, Malesia, África tropical Oeste, Sudamérica amazónica.
      - 5.1. Gnetum L., Syst. Nat., ed. 12, 2: 637; Mant. 1: 18, 125 (1767). Tipo: G. gnemon L. Sinónimos: Thoa Aubl., Hist. Pl. Guiane: 874 (1775). Tipo: T. urens Aubl. Abutua Lour., Fl. Cochinch.: 630 (1790). Tipo: A. indica Lour. Gnemon [Rumpf ex] Kuntze, Rev. Gen. 2: 796 (1891), nom. illeg. Tipo: G. ovalifolia O.Kuntze (≡ Gnetum gnemon L.)

  - ORDEN E. Ephedrales Dumort., Anal. Fam. Pl.: 11 (1829). Tipo: Ephedraceae.
    - Familia 6. Ephedraceae Dumort., Anal. Fam. Pl.: 11 (1829), nom. cons. Tipo: Ephedra L.
1 género, cerca de 40 especies, Europa mediterránea, Norte de África, Asia templado cálido, Norteamérica y el oeste de Sudamérica.
      - 6.1 Ephedra L., Sp. Pl. 2: 1040 (1753). Tipo: E. distachya L. Sinónimos: Chaetocladus J.Nelson, Pinaceae: 161 (1866), nom. illeg. Tipo: C. distachyus (L.) J.Nelson (como ‘distachys’) ≡ Ephedra distachya L.